# Speech Interference Level
Der Speech Interference Level (abgekürzt SIL, deutsch etwa „Sprachbeeinträchtigungsgröße“, ein deutscher Fachterminus ist jedoch nicht in Gebrauch) ist eine akustische Kenngröße, die die Beeinträchtigung der Sprachverständlichkeit durch Störgeräusche beschreiben soll.
Der SIL wird als arithmetisches Mittel der linearen Schalldruckpegel in ausgewählten Oktavbändern gebildet.
Zwei Varianten des SIL sind gebräuchlich:
- SIL3: Das arithmetische Mittel der linearen Schalldruckpegel in den 1-kHz-, 2-kHz- und 4-kHz-Oktaven
- SIL4: Das arithmetische Mittel der linearen Schalldruckpegel in den 500 Hz, 1-kHz-, 2-kHz- und 4-kHz-Oktaven.